# Ланднаумабоук
Ланднаумабоук, скраћено Ланднаума, или у дословном преводу Књига о насељавању (исл. Landnámabók) средњовековна је историјска хроника са елементима саге која се бави првим колонизацијама Исланда у периоду 850−930, од стране нордијских досељеника. Рукопис је настао вероватно крајем XI века и постоје несугласице око аутора рукописа. Неки историчари сматрају да је комплетан рукопис дело једне особе, вероватно хроничара Арија Тордарсона, док други сматрају да дело представља зборник рукописа који су настајали на заседањима локалних скупштина. Рукопис који детаљно описује сва првобитна насеља (исл. landnám) на острву, упркос неким фантастичним митским додацима, сматра се једним од највреднијих историјских извора за тај период исландске историје, али и за саму генеалогију исландског становништва. 
Књига је подељена на 5 делова са више од 100 поглавља. Први део описује сам настанак острва, а наредна четири дела баве се насељима на острву подељеним у четврти, почев од западног, а завршивши са јужним делом острва. Сматра се и значајним генеолошким документом јер детаљно описује све првобитне досељенике и њихове породице у неколико генерација. У рукопису је издвојено 435 мушкарца који су представљени као првобитни насељеници, а већина њих су били насељени на северном и западном делу острва. У комплетном рукопису је описано више од 3.000 појединаца и преко 1.400 насељених места. Према Ландауми, први стални насељеник на острву био је извесни Ингоулфир Арнарсон (исл. Ingólfr Arnarson) који се населио на подручју савременог Рејкјавика. 
Оригинална верзија рукописа није сачувана, а најстарија живућа копија написана је у другој половини XIII века (или нешто касније). До данашњих дана сачувано је пет средњовековних верзија овог рукописа:
- Стурлубоук (исл. Sturlubók) − аутор Стурла Тоурдарсон, записан у периоду 1275−1280. и у целости сачуван.
- Хауксбоук (исл. Hauksbók) − аутор Хаукр Ерлендсон, написана на основу Тоурдарсонове верзије у периоду 1306−1308.
- Мелабоук (исл. Melabók) − написан 1313, сачуван у фрагментима на велуму.
- Скардсаурбоук (исл. Skarðsárbók) − написан 1636, три века касније рукопис је прерадио Бјердн Јоунсон.
- Тоурдарбоук (исл. Þórðarbók) − написан током XVII века.